# Jean-Baptiste Gahamanyi
Jean-Baptiste Gahamanyi (ur. w 1920 w Kaduha, zm. 19 czerwca 1999 w Butare) – rwandyjski duchowny rzymskokatolicki, biskup Butare.

## Biografia
15 sierpnia 1951 otrzymał święcenia prezbiteriatu i został kapłanem wikariatu apostolskiego Rwandy.
11 września 1961 papież Jan XXIII mianował go biskupem erygowanej tego samego dnia diecezji Astridy. 6 stycznia 1962 w Butare przyjął sakrę biskupią z rąk arcybiskupa Kabgayi André Perraudina MAfr. Współkonsekratorami byli biskup Gomy Joseph Mikararanga Busimba oraz biskup Ngozi André Makarakiza MAfr.
12 listopada 1963, po zmianie nazwy katedralnego miasta i diecezji, tytuł Gahamanyi zmieniono na biskup Butare. Jako ojciec soborowy wziął udział w soborze watykańskim II.
Podczas jego pontyfikatu w należącej do diecezji Butare parafii Maryi Matki Bożej w Kibeho w latach 1981-1989 dochodziło do objawień maryjnych. 14 maja 1982 bp Gahamanyi, jako biskup miejsca, powołał komisje medyczną oraz teologiczną, w celu zbadania prawdziwości objawień. 15 sierpnia 1988 bp Gahamanyi wydał zgodę na kult publiczny w miejscu objawień z zastrzeżeniem, że nie należy mylić tego pozwolenia z ewentualnym uznaniem nadprzyrodzonego charakteru domniemanych objawień w tym miejscu. W 1992 Kibeho weszło w skład wydzielonej z diecezji Butare diecezji Gikongoro.
Był zaangażowany w pojednanie pomiędzy Hutu i Tutsi. Sam pochodząc z Hutu, w 1989 zaproponował na swojego biskupa pomocniczego ks. Feliciena Muvary’ego, wywodzącego się z Tutsi. Jednak przez kampanię intryg i plotek, które później okazały się fałszywe, kilka dni przed ogłoszeniem nominacji, zmuszono kandydata do rezygnacji z biskupstwa.
Od 11 listopada 1994 do 1995 był administratorem apostolskim sede plena diecezji Gikongoro.
2 stycznia 1997 (dwa lata po osiągnięciu wieku emerytalnego) przeszedł na emeryturę. Zmarł 19 czerwca 1999.